# Pinus peregrinus
Pinus peregrinus — це вимерлий вид сосни, відомий зі скам'янілостей палеоценового періоду Кларкфорка, знайдених у західній Північній Дакоті, США. Вид був описаний за трьома зразками крилатого насіння.
Голотипний екземпляр під номером PU 20091 зберігається в колекціях Прінстонського університету, а паратипні зразки знаходяться в колекціях Національного музею природної історії Смітсонівського інституту. Зразки досліджував палеоботанік Лео Дж. Хікі з геологічного факультету Єльського університету. Доктор Хікі вибрав видову назву peregrinus, що латинською мовою означає «чужинець» або «новачок», зазначивши, що цей вид є першою мегавикопною знахідкою родини соснових, описаною в палеоценових породах Скелястих гір і Великих рівнин.
Крилате насіння Pinus peregrinus має довжину від 20 до 23 міліметрів і має горішок, розташований в основі крила збоку від осі крила. Малий горішок довжиною від 4 до 5 міліметрів має три сторони і зазвичай має форму від дельтоподібної до яйцюватої. Крило має потовщений внутрішній край, який є прямим, тоді як тонкий зовнішній край вигинається від горішка до дистального кінчика крила. Хвоя, умовно включена до P. peregrinus, може досягати до 10 сантиметрів у довжину з чіткою середньою жилкою.